# Homem das sete dentaduras
O Homem das sete dentaduras é um ser mítico do folclore português. É um génio maléfico,uma entidade relacionado com o mito solar,que aparece à hora do meio-dia.[carece de fontes?]